# Кэмпбелл (Флорида)
Кэмпбелл (англ. Campbell) — статистически обособленная местность, расположенная в округе Осеола (штат Флорида, США) с населением в 2677 человек по статистическим данным переписи 2000 года.

## География
По данным Бюро переписи населения США статистически обособленная местность Кэмпбелл имеет общую площадь в 4,92 квадратных километров, водных ресурсов в черте населённого пункта не имеется.
Статистически обособленная местность Кэмпбелл расположена на высоте 23 м над уровнем моря.

## Демография
| Год переписи        | Нас. |  | %±     |
| ------------------- | ---- |  | ------ |
| 1980                | 2941 |  | —      |
| 1990                | 3884 |  | 32,1%  |
| 2000                | 2677 |  | −31,1% |
| 1980–2000 Источник: |      |  |        |

По данным переписи населения 2000 года в Кэмпбеллe проживало 2677 человек, 686 семей, насчитывалось 1352 домашних хозяйств и 1853 жилых дома. Средняя плотность населения составляла около 544,11 человек на один квадратный километр. Расовый состав населённого пункта распределился следующим образом: 94,55 % белых, 0,93 % — чёрных или афроамериканцев, 0,26 % — коренных американцев, 0,86 % — азиатов, 0,07 % — выходцев с тихоокеанских островов, 1,61 % — представителей смешанных рас, 1,72 % — других народностей. Испаноговорящие составили 4,45 % от всех жителей статистически обособленной местности.
Из 1352 домашних хозяйств в 11,9 % воспитывали детей в возрасте до 18 лет, 41,6 % представляли собой совместно проживающие супружеские пары, в 7,0 % семей женщины проживали без мужей, 49,2 % не имели семей. 46,4 % от общего числа семей на момент переписи жили самостоятельно, при этом 39,7 % составили одинокие пожилые люди в возрасте 65 лет и старше. Средний размер домашнего хозяйства составил 1,87 человек, а средний размер семьи — 2,58 человек.
Население статистически обособленной местности по возрастному диапазону по данным переписи 2000 года распределилось следующим образом: 13,3 % — жители младше 18 лет, 3,5 % — между 18 и 24 годами, 14,5 % — от 25 до 44 лет, 16,0 % — от 45 до 64 лет и 52,7 % — в возрасте 65 лет и старше. Средний возраст жителей составил 67 лет. На каждые 100 женщин в Кэмпбеллe приходилось 71,1 мужчин, при этом на каждые сто женщин 18 лет и старше приходилось 65,5 мужчин также старше 18 лет.
Средний доход на одно домашнее хозяйство статистически обособленной местности составил 26 373 доллара США, а средний доход на одну семью — 34 063 доллара. При этом мужчины имели средний доход в 26 250 долларов США в год против 24 609 долларов среднегодового дохода у женщин. Доход на душу населения статистически обособленной местности составил 26 373 доллара в год. 12,9 % от всего числа семей в населённом пункте и 13,5 % от всей численности населения находилось на момент переписи населения за чертой бедности, при этом 34,2 % из них были моложе 18 лет и 8,0 % — в возрасте 65 лет и старше.